# Alfred McAlpine
Alfred McAlpine ist ein börsennotiertes britisches Architekturbüro und Bauunternehmen mit Hauptsitz in London. Mehr als 10 Prozent der britischen Autobahnen und Schnellstraßen wurden von diesem Unternehmen geplant und gebaut. 
Das Unternehmen wurde 1935 von Alfred McAlpine gegründet. Alfred McAlpine war einer der Söhne von Robert McAlpine, eines Architekten und Ingenieurs. Sein Sohn folgte ihm in dieser Branche. Jahrelang blieb das Büro klein und wurde in den 1980er-Jahren zu einem der größten Großbritanniens. Neben der Ingenieurstätigkeit entwickelte es ein eigenes Bauunternehmen. Als Teil eines Konsortiums war das Unternehmen hauptverantwortlich für die Errichtung der Motorway M6 Toll. Wichtige Bauwerke, die Alfred McAlpine errichtete: das Galpharm Stadium in Huddersfield, das ursprünglich den Namen Alfred McAlpine Stadium trug; das Dinorwig-Wasserkraftwerk, der Manchester Central Convention Komplex, das New Cross Hospital in Wolverhampton, das Royal Armouries Museum in Leeds, das DW Stadium in Wigan sowie das Eden Projekt.